# Віру (болото)

Схід сонця на болоті Віру

Віру (ест. Viru raba) — верхове болото в національному парку Естонії Лахемаа. Розташоване на відстані 1 км від Петербурзького шосе (52-й км траси Таллінн — Нарва), поряд із поворотом на Локса. Болото оточене соснами і невеликими піщаними дюнами. Болотом прокладена навчальна дощата стежка (3,5 км), призначена для піших мандрівок, якою в суху пору року можна пройти без гумового взуття. Колишнє озеро Віру почало заростати 5 тис. років тому.
У центрі болота споруджено дерев'яну оглядову вежу для туристів. На оглядовій стежці встановлено інформаційні стенди англійською і естонською мовами.
На болоті росте сфагнум (Sphagnum), багно (Ledum), журавлина (Oxycoccus), брусниця (Vaccinium vitis-idaea), росичка (Drosera) та ін.